# Galantee show

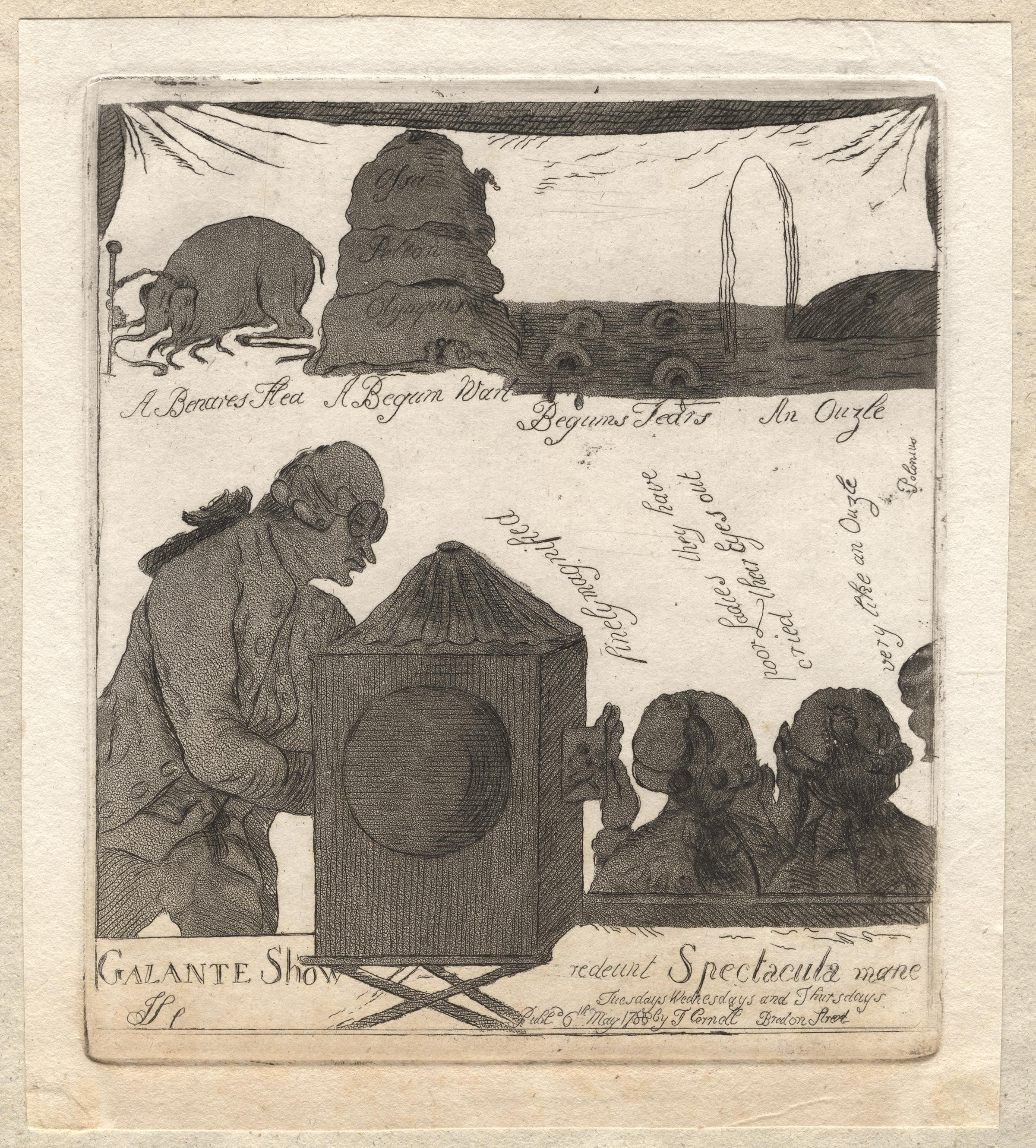
Galante show de Thomas Cornell publicado el 1788

Los Galantee Show eran espectáculos parecidos a las sombras chinas que se pusieron de moda a los inicios de lo que se conoce como la Londres victoriana de los años 1790. La mayoría empezaban como  espectáculos de títeres que se acababan convirtiendo en juegos de sombras cuando anochecía y solo quedaba la luz de la luna. 

## Historia
Durante los inicios del siglo XIX, la demanda de 'showmen' de linternas mágicas itinerantes, la mayoría italianos, era muy común a las calles de las ciudades más importantes de Europa durante los meses de invierno, sobre todo por Navidad. El nombre que se le dio a este entretenimiento en Inglaterra fue Galantee Show, que derivaba de la pronunciación extranjera de 'Galante sonido'. Los 'showmen' normalmente llevaban un órgano portátil y su caja mágica y viajaban en parejas, un hombre tocaba el órgano y el otro exhibía las transparencias.
Normalmente actuaban en casas privadas de la nobleza donde eran invitados y el espectáculo se representaba sobre sabanas o en una superficie blanca y lisa como en el tejado o en la pared.